# Johann Michael Leonhard
Johann Michael Leonhard (* 23. September 1782 in Grafenwörth; † 19. Januar 1863 in Wien) war ein österreichischer Geistlicher, Bischof von St. Pölten und Apostolischer Feldvikar.

## Leben
Er empfing am 23. August 1806 in Wien die Diakonen- und am darauffolgenden Tag die Priesterweihe und wurde in den Klerus der Erzdiözese Wien inkardiniert.
In der Folgezeit war er spätestens ab 1815 k.u.k Hofkapellan, spätestens ab 1818 zusätzlich Director Spiritualis des höheren Bildungs-Institutes für Weltpriester zum heiligen Augustin sowie Oberaufseher der deutschen Schulen von Wien.
Am 15. Dezember 1828 wurde Leonhard zum Weihbischof im Erzbistum Wien berufen und zugleich zum Titularbischof von Alalis ernannt. Die Bischofsweihe spendete ihm der Erzbischof von Wien Leopold Maximilian von Firmian, Mitkonsekrator war Bischof Aristaces Azarian CMV, Generalabt der Wiener Mechitaristen.
Zum Bischof der Diözese St. Pölten wurde Leonhard am 20. Februar 1835 gewählt, die Wahl wurde am 6. April 1835 bestätigt, und am 24. Mai 1835 trat er sein Amt an. Schon am 19. November 1835 kam es jedoch zum Ämtertausch mit dem bisherigen Apostolischen Feldvikar Michael Johann Wagner: Leonhard folgte Wagner als Apostolischer Vikar der k. k. Heere (Militärbischof) nach, während Wagner neuer Bischof der Diözese St. Pölten wurde. In diesem Zusammenhang wurde Leonhard am 1. Februar 1836 das Titularbistum Diocletianopolis in Palaestina übertragen.
Leonhard blieb bis zu seinem Lebensende Apostolischer Feldvikar.

## Werke
- Christenlehren zum Gebrauche bey dem katholischen Religions-Unterrichte der Jugend sowohl als der Erwachsenen. Bände 1–2, Wien: Anton Doll, 1815
- Lebensgeschichte Jesu. Wien: Anton Doll 1818
- Geschichte der Entstehung und Ausbreitung der christlichen Kirche. Wien: Anton Doll, 1818
- Lebensgeschichte Jesu mit lehrreichen Bemerkungen und sittlichen Anwendungen: zum Gebrauche für Schulen … Wien: Anton Doll, 1818
- Versuch eines Leitfadens bey dem katholischen Religions-Unterrichte. Wien: Haykul, 1818
- Erklärung aller in dem vorgeschriebenen Evangelienbuche vorkommenden Evangelien. Wien: K.K. Schulbücher-Verschleiß, 1818
- Theoretisch-practische Anleitung zum Katechisieren; Als Leitfaden zu den katechetischen Vorlesungen und zur eigenen Bildung für katholische Religions-Lehrer ; … Zum Besten der Taubstummen-Lehranstalt in Linz. Wien: K.K. Schulbücher-Verschleiß, 1819
- Katholischer Religions-Unterricht in Fragen und Antworten. Wien: K.K. Schulbücher-Verschleiß, 1820
- Anleitung zum Katechisiren: Als Leitfaden zu den katechetischen Vorlesungen und zur eigenen Bildung für katholische Religions-Lehrer. Wien: K.K. Schulbücher-Verschleiß, 1826
- Katechetische Erklärung der sonn- und festtäglichen Evangelien: Für Seelsorger, Katecheten und Lehrer. Wien Bey Michael Lechner, Universitäts-Buchhändler, 1840